# Sophronica tafoensis
Sophronica tafoensis là một loài bọ cánh cứng trong họ Cerambycidae.